# 馬殊
馬殊（英語：Norman Oswald Cyril Marsh；1890年7月27日—1973年6月7日）是英國商人，在錫蘭和香港經商，曾任香港立法局議員。

## 生平
第一次世界大戰期間，馬殊在印度醫療服務團的騎兵支隊服役，1915年1月臨時擢升為二級中尉，翌年1月升為中尉。
馬殊是錫蘭和香港的合夥人，亦是鐵行輪船公司總經理，又曾是錫蘭總商會會長。馬殊任內因應當地的勞工問題，而成立錫蘭僱主聯合會；及後又將經驗帶到香港西商會，照樣成立香港僱主聯合會。1948年，時為西商會副主席的馬殊，獲選為香港立法局非官守議員，暫代休假的嘉薛地。
1948年9月22日，西環永安公司倉庫發生大火。馬殊之後被委任為「永安倉火災調查委員會」，調查起火成因。
馬殊是皇家可倫坡高爾夫球會會員，曾於1932年衛冕隊長盃。